# Sebastian Langkamp
Sebastian Langkamp (Speyer, 15 januari 1988) is een Duits voetballer die doorgaans als centrale verdediger speelt.

## Clubcarrière
Langkamp groeide op in Dülmen en speelde in de jeugd twee jaar bij Bayern München. Hij speelde zes wedstrijden in het tweede elftal. Daarna speelde hij acht wedstrijden in het tweede elftal van Hamburger SV. In januari 2008 trok hij transfervrij naar Karlsruher SC, waarvoor hij 61 competitiewedstrijden zou spelen. In juli 2011 werd hij voor €100.000 verkocht aan promovendus FC Augsburg, waar hij in twee seizoenen vier doelpunten maakte in 37 Bundesligawedstrijden. Op 14 mei 2013 tekende hij als transfervrije speler een driejarig contract bij Hertha BSC, dat zich net van promotie naar de Bundesliga had verzekerd. Hij debuteerde op 4 augustus 2013 voor Hertha BSC, in de eerste ronde van de DFB-Pokal tegen VfR Neumünster. Tijdens het seizoen 2013/14 vormde hij een duo centraal in de verdediging met de vijf jaar jongere John Anthony Brooks.
Hij verruilde Hertha BSC in januari 2018 voor Werder Bremen. Medio 2020 liep zijn contract af. In januari 2021 ging Langkamp naar het Australische Perth Glory.

## Trivia
Zijn vier jaar oudere broer, Matthias Langkamp, is ook profvoetballer.